# Zemský okres Lüchow-Dannenberg
Zemský okres Lüchow-Dannenberg (německy Landkreis Lüchow-Dannenberg) je zemský okres v německé spolkové zemi Dolní Sasko. Sídlem správy zemského okresu je město Lüchow. Má přibližně 48 tisíc obyvatel. 

## Města a obce
Města:
1. Dannenberg
2. Hitzacker
3. Lüchow
4. Schnackenburg
5. Wustrow

Obce:
1. Bergen an der Dumme
2. Clenze
3. Damnatz
4. Gartow
5. Göhrde
6. Gorleben
7. Gusborn
8. Höhbeck
9. Jameln
10. Karwitz
11. Küsten
12. Langendorf
13. Lemgow
14. Lübbow
15. Luckau
16. Neu Darchau
17. Prezelle
18. Schnega
19. Trebel
20. Waddeweitz
21. Woltersdorf
22. Zernien

nezařazená území: Gartow, Göhrde